# Casazza
Casazza – miejscowość i gmina we Włoszech, w regionie Lombardia, w prowincji Bergamo.
Według danych na styczeń 2009 gminę zamieszkiwało 4019 osób przy gęstości zaludnienia 569,3 os./1 km².